# Romed Baumann

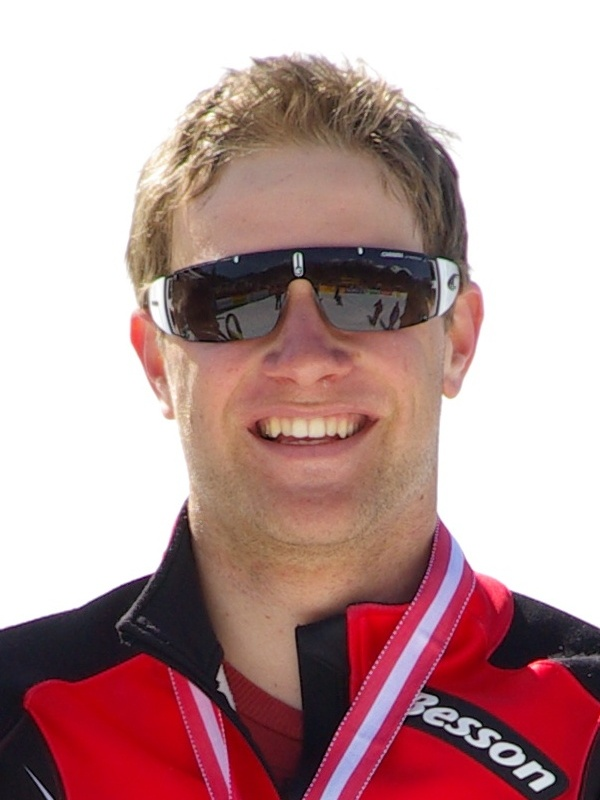
Baumann vid österrikiska mästerskapen 2008.

Romed Baumann, född 14 januari 1986, är en aktiv österrikisk-tysk alpin skidåkare. Han debuterade i världscupen 10 mars 2004 i Sestriere och hans första pallplats kom i Reiteralm den 10 december 2006 då han blev tvåa.
Han har vunnit två gånger i världscupen, den 22 februari 2009 i superkombinationen i Sestriere och den 5 februari 2012 i superkombinationen i Chamonix.

## Världscupssegrar
| Datum            | Plats     | Gren        |
| ---------------- | --------- | ----------- |
| 22 februari 2009 | Sestriere | Kombination |
| 5 februari 2012  | Chamonix  | Kombination |